# Geant4

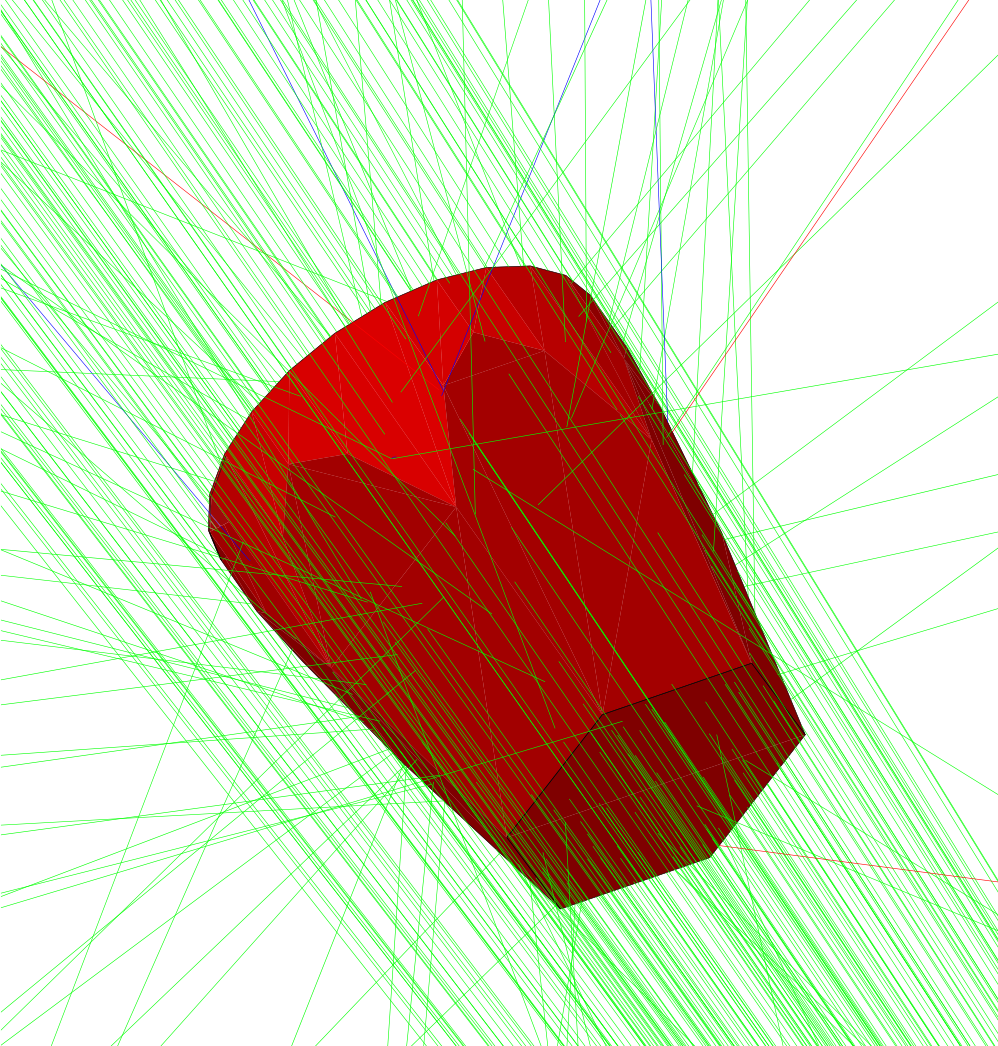
シミュレーションの可視化。検出器が赤色、放射線が緑色で示されている。

Geant4(GEometry ANd Tracking)はモンテカルロ法を用いて「物質中における粒子の飛跡をシミュレーション」するためのプラットフォームである。これは、CERNによって開発されたソフトウェアツールキットであるGEANTシリーズの後継ソフトウェアで、初めてオブジェクト指向プログラミング (C++)を用いたものである。 その開発、保守、ユーザーサポートは、国際的なGeant4共同研究グループによって行われる。適用領域には高エネルギー物理学、原子核実験、医療、加速器および宇宙物理の研究が含まれる。このソフトウェアは、世界中の数多くの研究プロジェクトで使用されている。
Geant4のソフトウェアおよびソースコードはバージョン8.1（2006年6月30日公開）まではプロジェクトのウェブサイトから自由に入手でき、利用に関する特別なソフトウェアライセンスはないが、現在はGeant4ソフトウェアライセンスの下で提供されている。

## 特徴
Geant4には幾何形状、粒子追跡、検出器応答、ラン管理、可視化、ユーザインタフェースのための機能が含まれている。多くの物理シミュレーションにおいて、これは低レベルの詳細に費やす時間が少なくて済み、研究者がすぐにシミュレーションの重要な部分に取り掛かれることを意味する。
上で列挙した機能についてそれぞれ以下にまとめる。
- 「幾何形状」は検出器や吸収体などを含む実験の物理的配置を分析し、この配置が実験において粒子の飛跡にどのように影響するかを考慮する。
- 「粒子追跡」は物質中の粒子の飛跡をシミュレートしている。これには相互作用および崩壊過程の可能性も考慮に入れられている。
- 「検出器応答」は粒子がいつ検出器を通過したかを記録し、現実の検出器がどのように応答するかを近似している。
- 「ラン管理」は各ラン（事象の集合）の詳細を記録し、またランによって異なる構成で実験を設定している。
- Geant4は、OpenGLを含む多数の「可視化」オプションと、Tcshに基づく親しみやすい「ユーザインタフェース」を提供している。

Geant4は基礎的なヒストグラムを作成することもできる。高度なヒストグラム作成機能を活用するには、AIDAフレームワークを実装した外部解析ツールあるいはソフトウェアが必要である。
リリース10.0以降、Geant4はマルチスレッディングを実装し、シミュレーションイベントを効率的に並列生成するためにスレッド局所記憶を使うことができるようになった。

## Geant4を用いている高エネルギー物理学実験
- SLACにおけるBaBarおよびGLAST
- CERNのLHCにおけるATLAS、CMSおよびLHCb
- グラン・サッソ国立研究所におけるBorexino
- フェルミラボにおけるDUNEおよびMINOS
- Enriched Xenon Observatory (EXO)
- SNO+
- T2K
- CUORE
- ダークマター検出器：LUX、XENON

## 高エネルギー物理学以外への適用

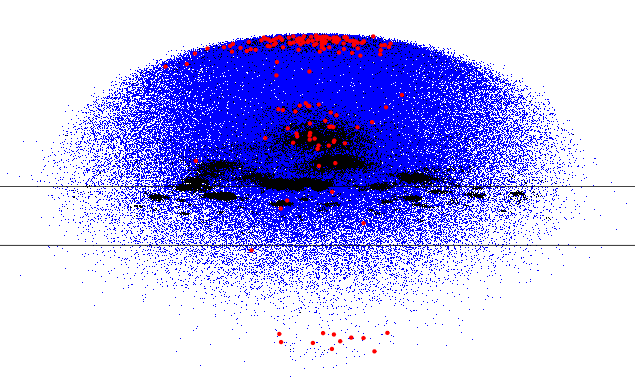
雷雨や稲妻で起こっている可能性のある空気中の電場で引き起こされる相対論的電子雪崩のGeant4によるシミュレーション。

汎用的な特性のため、Geant4は多くの分野における粒子の物質との相互作用を解析するための計算ツールの開発に適している。これには以下のような分野が含まれる。
- 宇宙分野への適用では、自然に存在する宇宙放射線環境と宇宙ハードウェアあるいは宇宙飛行士との間の相互作用を研究するために使われる。
- 医療への適用では治療に使われる放射線の相互作用がシミュレーションされる。
- マイクロエレクトロニクスにおける放射線の影響では半導体デバイスにおける電離効果がモデル化される。
- 原子核物理学